# Malfunkshun
Malfunkshun est un groupe de rock américain, originaire de Bainbridge Island, dans l'État de Washington. Il est formé en 1980 par Andrew Wood et son frère Kevin. Avec d'autres groupes emblématiques comme Green River ou les Melvins, il est considéré comme l'un des pères du grunge.

## Biographie
Malfunkshun est formé, un samedi, veille de Pâques, en 1980, par Andrew Wood et son frère, Kevin Wood, qui sont souvent reconnus comme « les pères fondateurs de la scène grunge » ou les « piliers du grunge ». Au début des années 1980, Andrew Wood (chant), son frère Kevin (guitare), Dave Rees (basse) et Dave Hunt (batterie), forment Malfunkshun à Bainbridge Island, une ville située dans l'État de Washington. Mais rapidement le quatuor se transforme en trio, Regan Hagar remplace Dave Hunt et Andrew Wood assure, en plus du chant, la basse. Pendant les concerts, chaque membre était maquillé un peu dans le genre de Kiss et avait sa propre personnalité, Andrew devenait L'Andrew (the Love Child), Regan devenait Thundarr et Kevin devenait selon son humeur Kevinstein ou The Axe-handler. Le groupe était alors réputé pour ses performances scéniques assez fortes et imprévisibles. Mais très vite Andrew, déjà très accro aux drogues dures, doit suivre une cure de désintoxication et le groupe suspend son activité.
Lors de son retour, le groupe enregistre deux titres, With Yo Heart (Not Yo' Hands) et Stars-n-You pour la compilation Deep Six du label C/Z Records. Malgré tout le label de Seattle, Sub Pop, ne s'intéresse pas à eux. Andrew Wood et Regan Hagar commencent alors à jammer avec Stone Gossard et Jeff Ament du groupe Green River. Il se nomment alors pendant un temps, Lords of the Wasteland avant de changer pour Mother Love Bone après que Bruce Fairweather (guitare) et Greg Gilmore (batterie) les rejoignent. Malfunkshun est alors totalement dissous et Kevin Wood formera Fire Ants en 1992, avant de se joindre à Ben Shepherd pour fonder Hater. Regan Hagar jouera avec Satchel et Brad. En 1995, sortira l'album Return to Olympus, une compilation de démos et d'enregistrements réalisés pendant les années 1980.
En 2005, un documentaire intitulé Malfunkshun: The Andrew Wood Story est diffusé au Seattle International Film Festival. Il est publié en DVD accompagnant le CD réédité Return to Olympus. Après une longue séparation, Kevin Wood et Regan Hagar reforment le groupe en 2006 dans une nouvelle configuration avec Shawn Smith au chant et Cory Kane à la basse. Le 24 octobre 2006, ils commencent à écrire de nouvelles chansons en utilisant des textes que Andrew Wood avait écrit avant sa mort en vue de la sortie d'un nouvel album, une tournée est aussi prévue. Le groupe voulait utiliser d'abord le nom de Malfunkshun, qu'il changera ensuite pour Subfunkshun ou The Subfunkshun Project, pour finalement s'appeler From the North (Von Nord).
À 15 h 33 le 19 février 2011, Malfunkshun annonce sur son site web l'arrivée de Jeff Loftis au chant pour les groupes Malfunkshun et From the North. Le 14 mars 2011, Kevin et Jeff enregistrent la chanson Jezebel Woman puis, le 19 mars 2011, Until the Ocean. Ils les postent sur YouTube sous le nom de Malfunkshun 2011. Le  9 mai 2012, Malfunkshun annonce l'arrivée de Rob Day remplaçant Guy McIntosh.

## Membres

### Membres actuels
- Kevin Wood – guitare (1980-1988, depuis 2006)
- Jeff Stark – chant (depuis 2015)
- Paul Lamb – basse, Moog (depuis 2016)
- Bradley BT Leach – batterie (depuis 2015)

### Anciens membres
- Andrew Wood – chant, basse (1980-1988, décédé en 1990)
- Dave Rees – basse (1980)
- Dave Hunt – batterie (1980)
- Regan Hagar – batterie (1980-1988, 2006-2011)
- Cory Kane – basse (2006-2011)
- Shawn Smith – chant (2006-2011)
- Mike Stone – batterie (2011-2012)
- Thorsten Rock – guitare (2006-2008)
- Guy McIntosh – basse (2011-2012)
- Rob Day – basse (2012-2016)
- Jeff Loftis - chant (2011-2016)

## Discographie

### Album studio
- 1995 : Return to Olympus (Loosegroove Records)

### Apparitions
- 1986 : With Yo' Heart (Not Yo' Hands) et Stars-N-You (sur la compilation Deep Six)
- 1989 : My Only Fan et Shotgun Wedding (sur la compilation Another Pyrrhic Victory: The Only Compilation of Dead Seattle God Bands)